# مذكرات خير الدين بربروس
مذكرات خير الدين بربروس هو كتاب مذكرات عن رحلة الأخوين خير الدين بربروس وعروج بربروس الطويلة في فتح الجزائر والغزوات التي قاما بها حتى جعلت ملك الإسبان كارلوس يعنف قادته وأميرالاته بقوله: لقد جعلتموني مسخرة بين الملوك، فليس فيكم من يستطيع التصدي لبربروس.
ترجمها من التركية إلى العربية الدكتور محمد دراج أستاذ التاريخ الحديث بجامعة الجزائر، والكتاب حسب المترجم تم إملاؤه باللغة التركية العثمانية في عصر السلطان سليمان القانوني وبأمر منه، وتُرجم الكتاب إلى لغات عديدة، وحظي اهتمام المؤرخين والباحثين الأتراك والغربيين.
نُشر لأول مرة في عام 2010 بواسطة دار الأصالة للنشر في الجزائر.